# Paradesmorhachis solomonis
Paradesmorhachis solomonis är en mångfotingart som beskrevs av Pocock 1897. Paradesmorhachis solomonis ingår i släktet Paradesmorhachis och familjen Platyrhacidae. Inga underarter finns listade i Catalogue of Life.